# Rolandas Matiliauskas
Rolandas Matiliauskas (ur. 10 lipca 1968 w Ucianie) – litewski ekonomista, urzędnik państwowy i menedżer, w latach 1996–1997 minister finansów.

## Życiorys
Z wykształcenia ekonomista, w 1990 ukończył studia na Uniwersytecie Wileńskim. Odbył później staż na University of Cambridge. Pracował jako zastępca kierownika wydziału w ministerstwie finansów, w jednym z banków i jako główny finansista w przedsiębiorstwie Interfarma. Wstąpił do Związku Ojczyzny. Od grudnia 1996 do lutego 1997 sprawował urząd ministra finansów w drugim rządzie Gediminasa Vagnoriusa. Później związany z sektorem prywatnym jako doradca i dyrektor w różnych przedsiębiorstwach.